# Algorithme de McNaughton et Yamada
En informatique théorique, et notamment en théorie des automates finis, l'algorithme de McNaughton et Yamada est un algorithme pour calculer une expression régulière à partir d'un automate fini. 

## Origine
Il porte le nom de Robert McNaughton et Hisao Yamada, deux scientifiques américain et japonais qui ont décrit l'algorithme. Cet algorithme est également appelé algorithme de Kleene[réf. souhaitée].
On appelle également algorithme de McNaughton et Yamada un autre algorithme, donné dans le même article, qui permet de construire un automate sans epsilon transition à partir d'une expression régulière.

## Principe
Étant donné un automate à n états, et dont les états sont numérotés de 1 à n, on donne une expression pour les langages composés des mots qui étiquettent les chemins de i à j, pour tout couple i, j. Cette expression est construite par récurrence au moyen d'une condition sur les chemins ; cette condition stipule que les chemins ne passent que par certains états autorisés. À chaque itération de l’algorithme, on fixe un nouvel état par lequel on s’autorise à passer. À la fin de l’algorithme, on obtient alors tous les chemins possibles.
Le fonctionnement de cet algorithme rappelle alors l’algorithme de Floyd-Warshall sur les graphes, où à chaque nouvelle étape, on s’autorise à passer par un nouveau sommet fixé.

## Description
Soit {\displaystyle {\mathcal {A}}=(Q,{\mathcal {F}},I,T)} un automate fini sur un alphabet {\displaystyle A}, donné par un ensemble fini d'états {\displaystyle Q}, un ensemble {\displaystyle {\mathcal {F}}\subset Q\times A\times Q} de transitions, et des ensembles {\displaystyle I,T\subseteq Q} d'états initiaux respectivement terminaux.
On note {\displaystyle L_{p,q}} l'ensemble des mots qui sont étiquettes de chemins de {\displaystyle p} à {\displaystyle q}. Le langage {\displaystyle L} reconnu par l'automate est l'ensemble
{\displaystyle L=\bigcup _{i\in I}\bigcup _{t\in T}L_{i,t}}
L'algorithme de McNaugthon et Yamada est une méthode pour calculer des expressions régulières pour les {\displaystyle L_{p,q}}.
On note {\displaystyle L_{p,q}^{(k)}} l'expression pour l’ensemble des mots qui étiquettent des chemins de {\displaystyle p} à {\displaystyle q} et dont tous les sommets intermédiaires sont inférieurs ou égaux à {\displaystyle k}. Les sommets de départ {\displaystyle p} et d’arrivée {\displaystyle q} ne sont pas intermédiaires, donc ils ne sont pas soumis à la contrainte d’être inférieurs ou égaux à {\displaystyle k}.
On construit les {\displaystyle L_{p,q}^{(k)}} par récurrence sur {\displaystyle k}, en commençant avec {\displaystyle k=0}, et en terminant avec {\displaystyle k=n}. Lorsque {\displaystyle k=n}, la contrainte sur {\displaystyle k} n’est plus une restriction, et {\displaystyle L_{p,q}^{(n)}=L_{p,q}} si {\displaystyle p\neq q}, et {\displaystyle \varepsilon +L_{p,p}^{(n)}=L_{p,p}}.
Pour {\displaystyle k=0}, comme les sommets sont numérotés à partir de 1, la contrainte exprime simplement qu’il n’y a pas de sommet intermédiaire. Les seuls chemins sont des transitions de {\displaystyle p} à {\displaystyle q} (on ignore un chemin de longueur 0 en un état {\displaystyle p}).
On a donc
{\displaystyle L_{p,q}^{(0)}=\sum _{(p,a,q)\in {\mathcal {F}}}a}
Pour la récurrence, on considère un chemin de {\displaystyle p} à {\displaystyle q} dont les sommets intermédiaires sont plus petits que {\displaystyle k}. Deux cas sont alors possibles :
1. les sommets intermédiaires sont plus petits que {\displaystyle k-1}; alors l’étiquette est dans {\displaystyle L_{p,q}^{(k-1)}};
2. le chemin passe par l’état {\displaystyle k}. On décompose alors le chemin en parties dont les sommets intermédiaires sont plus petits que {\displaystyle k-1}. Pour cela, on considère chaque occurrence du sommet {\displaystyle k} dans ce chemin : entre deux occurrences consécutives, les sommets intermédiaires sont plus petits que k-1. On a alors la formule

{\displaystyle L_{p,q}^{(k)}=L_{p,q}^{(k-1)}+L_{p,k}^{(k-1)}(L_{k,k}^{(k-1)})^{*}L_{k,q}^{(k-1)}}.
Il y a donc {\displaystyle n+1} étapes ({\displaystyle k=0,\ldots ,n}). Chacune des étapes demande le calcul de {\displaystyle n^{2}} expressions, et la taille des expressions elles-mêmes croît avec {\displaystyle k}. S’il est facilement programmable, l’algorithme est assez pénible à la main. Il est alors utile d’utiliser les règles qui permettent de simplifier des expressions régulières.

## Pseudo-code
On va représenter les {\displaystyle L^{(k)}} (respectivement {\displaystyle L}) sous forme de matrices, dont le coefficient en {\displaystyle (i,j)} est {\displaystyle L_{i,j}^{(k)}} (respectivement {\displaystyle L_{i,j}}).
On a alors, pour {\displaystyle {\mathcal {A}}=(Q,{\mathcal {F}},I,T)} un automate fini à {\displaystyle n} états sur l'alphabet {\displaystyle A}:
```
  
Fonction
 McNaughton-Yamada(

  

    

      

        

          

            
A

          

        

      

    

    
{\displaystyle {\mathcal {A}}}

  

)
     

  

    

      

        
L

        
:=

        
(

        

          
∑

          

            
(

            
p

            
,

            
a

            
,

            
q

            
)

            
∈

            

              

                
F

              

            

          

        

        
a

        

          
)

          

            
1

            
≤

            

              

                
p

              

            

            
,

            

              

                
q

              

            

            
≤

            
n

          

        

      

    

    
{\displaystyle L:=(\sum _{(p,a,q)\in {\mathcal {F}}}a)_{1\leq {\mathit {p}},{\mathit {q}}\leq n}}

  

  \\à l'itération k de la 
boucle for
, cette matrice représente 

  

    

      

        

          
L

          

            
(

            
k

            
)

          

        

      

    

    
{\displaystyle L^{(k)}}

  

     
for
 

  

    

      

        

          

            
k

          

        

        
:=

        
1

      

    

    
{\displaystyle {\mathit {k}}:=1}

  

 
to
 

  

    

      

        

          

            
n

          

        

      

    

    
{\displaystyle {\mathit {n}}}

  

         
for
 

  

    

      

        

          

            
p

          

        

        
:=

        
1

      

    

    
{\displaystyle {\mathit {p}}:=1}

  

 
to
 

  

    

      

        

          

            
n

          

        

      

    

    
{\displaystyle {\mathit {n}}}

  

             
for
 

  

    

      

        

          

            
q

          

        

        
:=

        
1

      

    

    
{\displaystyle {\mathit {q}}:=1}

  

 
to
 

  

    

      

        

          

            
n

          

        

      

    

    
{\displaystyle {\mathit {n}}}

  

                

  

    

      

        

          
L

          

            

              

                
p

              

            

            
,

            

              

                
q

              

            

          

        

        
:=

        

          
L

          

            

              

                
p

              

            

            
,

            

              

                
q

              

            

          

        

        
+

        

          
L

          

            

              

                
p

              

            

            
,

            

              

                
k

              

            

          

        

        
(

        

          
L

          

            

              

                
k

              

            

            
,

            

              

                
k

              

            

          

        

        

          
)

          

            
∗

          

        

        

          
L

          

            

              

                
k

              

            

            
,

            

              

                
q

              

            

          

        

      

    

    
{\displaystyle L_{{\mathit {p}},{\mathit {q}}}:=L_{{\mathit {p}},{\mathit {q}}}+L_{{\mathit {p}},{\mathit {k}}}(L_{{\mathit {k}},{\mathit {k}}})^{*}L_{{\mathit {k}},{\mathit {q}}}}

  

     R := 

  

    

      

        
∅

      

    

    
{\displaystyle \emptyset }

  

  \\expression rationnelle à retourner
     
for
 

  

    

      

        

          

            
p

          

        

        
∈

        
I

      

    

    
{\displaystyle {\mathit {p}}\in I}

  

:
         
for
 

  

    

      

        

          

            
q

          

        

        
∈

        
T

      

    

    
{\displaystyle {\mathit {q}}\in T}

  

:
             if 

  

    

      

        

          

            
p

          

        

        
==

        

          

            
q

          

        

      

    

    
{\displaystyle {\mathit {p}}=={\mathit {q}}}

  

 then
                R := R + 

  

    

      

        
ε

      

    

    
{\displaystyle \varepsilon }

  

 + 

  

    

      

        

          
L

          

            
p

            
,

            
p

          

        

      

    

    
{\displaystyle L_{p,p}}

  

 \\on n'ajoute 

  

    

      

        
ε

      

    

    
{\displaystyle \varepsilon }

  

 qu'aux 

  

    

      

        

          
L

          

            
p

            
,

            
p

          

        

      

    

    
{\displaystyle L_{p,p}}

  

 où 

  

    

      

        

          

            
p

          

        

        
∈

        
I

        
∩

        
T

      

    

    
{\displaystyle {\mathit {p}}\in I\cap T}

  

             else
                R := R + 

  

    

      

        

          
L

          

            
p

            
,

            
q

          

        

      

    

    
{\displaystyle L_{p,q}}

  

     retourner R
  
Fin Fonction
```

## Exemples

### Un premier exemple

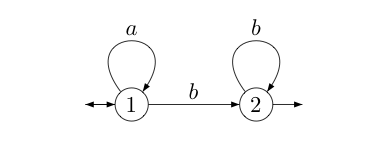
L'automate considéré.

Appliquons l'algorithme de McNaughton et Yamada à l'automate {\displaystyle {\mathcal {A}}_{1}} représenté.
On va utiliser la représentation matricielle introduite dans la partie précédente. On a :
- {\displaystyle L^{(0)}={\begin{pmatrix}a&b\\\emptyset &b\end{pmatrix}}};
- {\displaystyle L^{(1)}={\begin{pmatrix}a+a(a)^{*}a&b+a(a)^{*}b\\\emptyset &b+\emptyset (a)^{*}b\end{pmatrix}}={\begin{pmatrix}a^{+}&a^{*}b\\\emptyset &b\end{pmatrix}}};
- {\displaystyle L^{(2)}={\begin{pmatrix}a^{+}+(a^{*}b)(b)^{*}\emptyset &a^{*}b+(a^{*}b)(b)^{*}b\\\emptyset &b+bb^{*}b\end{pmatrix}}={\begin{pmatrix}a^{+}&a^{*}b^{+}\\\emptyset &b^{+}\end{pmatrix}}}.

D'où {\displaystyle L={\begin{pmatrix}\epsilon +a^{+}&a^{*}b^{+}\\\emptyset &\epsilon +b^{+}\end{pmatrix}}={\begin{pmatrix}a^{*}&a^{*}b^{+}\\\emptyset &b^{*}\end{pmatrix}}}.
Le langage {\displaystyle L({\mathcal {A}}_{1})} reconnu par {\displaystyle {\mathcal {A}}_{1}}est alors dénoté par l'expression rationnelle {\displaystyle L_{1,1}+L_{1,2}=a^{*}+a^{*}b^{+}}. Après simplifications, on a {\displaystyle L({\mathcal {A}}_{1})=a^{*}b^{*}}, ce qui est bien le résultat attendu.

L'automate, avec les états numérotés dans l'ordre inverse.

Considérons maintenant le même automate, mais avec une numérotation différente des états.
L'algorithme appliqué à cet automate donne :
- {\displaystyle L^{(0)}={\begin{pmatrix}b&\emptyset \\b&a\end{pmatrix}}}
- {\displaystyle L^{(1)}={\begin{pmatrix}b^{+}&\emptyset \\b&a\end{pmatrix}}}
- {\displaystyle L^{(2)}={\begin{pmatrix}b^{+}&\emptyset \\a^{*}b^{+}&a^{+}\end{pmatrix}}}

D'où {\displaystyle L={\begin{pmatrix}b^{*}&\emptyset \\a^{*}b^{+}&a^{*}\end{pmatrix}}}.
{\displaystyle L({\mathcal {A}}_{1})} est alors dénoté par {\displaystyle L_{2,2}+L_{2,1}=a^{*}+a^{*}b^{+}}, soit exactement la même expression rationnelle que précédemment : pour cet exemple particulier, le choix du nouvel état autorisé à chaque étape ne change pas l'expression rationnelle obtenue en fin d'algorithme.

### Un deuxième exemple, où la numérotation des états change le résultat

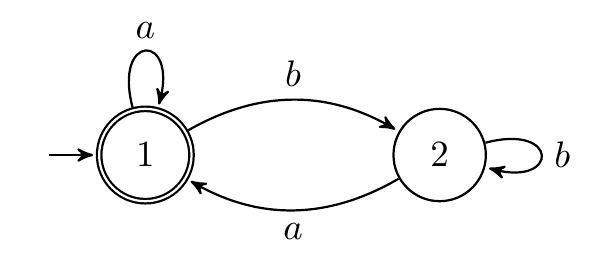
L'automate.

Donnons maintenant l'exemple présenté dans l'ouvrage de référence de Sakarovitch. Appliquons maintenant l'algorithme à l'automate {\displaystyle {\mathcal {A}}_{2}}.
On a :
- {\displaystyle L^{(0)}={\begin{pmatrix}a&b\\a&b\end{pmatrix}}}
- {\displaystyle L^{(1)}={\begin{pmatrix}a^{+}&a^{*}b\\a^{+}&a^{*}b\end{pmatrix}}}
- {\displaystyle L^{(2)}={\begin{pmatrix}(a^{*}b)^{*}a^{+}&(a^{*}b)^{+}\\(a^{*}b)^{*}a^{+}&(a^{*}b)^{+}\end{pmatrix}}}
- {\displaystyle L={\begin{pmatrix}\varepsilon +(a^{*}b)^{*}a^{+}&(a^{*}b)^{+}\\(a^{*}b)^{*}a^{+}&(a^{*}b)^{*}\end{pmatrix}}}.

D'où {\displaystyle L({\mathcal {A}}_{2})=L_{1,1}=\varepsilon +(a^{*}b)^{*}a^{+}}.

L'automate, avec les états numérotés dans l'ordre inverse.

De même que pour le premier exemple, appliquons à nouveau l'algorithme en changeant la numérotation des états.
On a :
- {\displaystyle L^{(0)}={\begin{pmatrix}b&a\\b&a\end{pmatrix}}}
- {\displaystyle L^{(1)}={\begin{pmatrix}b^{+}&b^{*}a\\b^{+}&b^{*}a\end{pmatrix}}}
- {\displaystyle L^{(2)}={\begin{pmatrix}(b^{*}a)^{*}b^{+}&(b^{*}a)^{+}\\(b^{*}a)^{*}b^{+}&(b^{*}a)^{+}\end{pmatrix}}}
- {\displaystyle L={\begin{pmatrix}(b^{*}a)^{*}b^{*}&(b^{*}a)^{+}\\(b^{*}a)^{*}b^{+}&(b^{*}a)^{*}\end{pmatrix}}}.

D'où {\displaystyle L({\mathcal {A}}_{2})=L_{2,2}=(b^{*}a)^{*}} : l'expression rationnelle obtenue pour le même langage est différente.